# Дамін Робертс
Дамін Робертс (англ. Damien Roberts; нар. 26 січня 1978) — колишній південноафриканський тенісист.
Найвищу одиночну позицію світового рейтингу — 273 місце досяг 2 серпня 1999, парну — 152 місце — 18 вересня 2000 року.

## Титули на челленджерах

### Парний розряд: (5)
| Ранг | Рік  | Турнір                    | Покриття | Партнер      | Суперники                         | Рахунок       |
| ---- | ---- | ------------------------- | -------- | ------------ | --------------------------------- | ------------- |
| 1.   | 1998 | Грамаду, Бразилія         | Тверде   | Джефф Кутзе  | Франсіску Коста Мотомура Гоїті    | 7–5, 6–3      |
| 2.   | 1999 | Сінгапур                  | Тверде   | Джефф Кутзе  | Олег Огородов Еял Ран             | 7–5, 6–3      |
| 3.   | 2000 | Бристоль, Велика Британія | Трава    | Джордан Керр | Ноам Бер Еял Ерліх                | 6–3, 1–6, 6–3 |
| 4.   | 2000 | Брессаноне, Італія        | Ґрунт    | Джордан Керр | Дієго дель Ріо Марсело Чарпентьєр | 7–63, 7–5     |
| 5.   | 2000 | Манербіо, Італія          | Ґрунт    | Джордан Керр | Бернардо Мота Ладіслав Шварць     | 7–61, 6–4     |